# Cowpens
Cowpens és una població dels Estats Units a l'estat de Carolina del Sud. Segons el cens del 2000 tenia 2.279 habitants.

## Demografia
Segons el cens del 2000, Cowpens tenia 2.279 habitants, 922 habitatges i 639 famílies. La densitat de població era de 377,7 habitants/km².
Dels 922 habitatges en un 32,1% hi vivien nens de menys de 18 anys, en un 47,9% hi vivien parelles casades, en un 17,6% dones solteres, i en un 30,6% no eren unitats familiars. En el 28,4% dels habitatges hi vivien persones soles el 15,4% de les quals corresponia a persones de 65 anys o més que vivien soles. El nombre mitjà de persones vivint en cada habitatge era de 2,45 i el nombre mitjà de persones que vivien en cada família era de 3.
Per edats la població es repartia de la següent manera: un 26,7% tenia menys de 18 anys, un 8,4% entre 18 i 24, un 25,9% entre 25 i 44, un 23,7% de 45 a 60 i un 15,3% 65 anys o més.
L'edat mediana era de 37 anys. Per cada 100 dones de 18 o més anys hi havia 81,6 homes.
La renda mediana per habitatge era de 30.815 $ i la renda mediana per família de 39.387 $. Els homes tenien una renda mediana de 35.978 $ mentre que les dones 22.778 $. La renda per capita de la població era de 14.847 $. Entorn del 15,6% de les famílies i el 17,8% de la població estaven per davall del llindar de pobresa.

## Poblacions més properes
El següent diagrama mostra les poblacions més properes.